# باوي (عسكري)
كان باوي ضابطًا عسكريًا ساسانيًا من عائلة إسباهبودان شارك في الحرب الأنستاسية والحرب الإيبيرية بين الإمبراطورية الساسانية والبيزنطية. وهو معروف أيضًا باسم أسبيديس، وهو تحريف للقب سباهبد.